# Ed (문서 편집기)
ed는 유닉스 운영 체제용 라인 에디터이다. 1969년 8월 개발된 유닉스 운영 체제의 첫 부분들 가운데 하나이다. vi와 같은 더 복잡한 전체 화면 편집기와 나란히, 유닉스 기반 운영 체제를 위한 POSIX와 오픈 그룹 표준의 일부로 남아있다.

## 기능
- 실직적인 모든 유닉스 시스템에서 이용 가능
- 명령 모드, 텍스트 모드, 뷰잉 모드를 지원하는 모달 편집기
- 정규 표현식 지원
- 강력한 자동화를 통해 표준 입력으로부터 명령을 피드(feed)할 수 있음

## 예
ed 세션의 예제이다. 사용자가 입력한 명령어와 텍스트는 보통의 글씨체로 되어있고, ed의 출력물은 강조 표시로 되어있다.
```
a
ed is the standard Unix text editor.
This is line number two.
.
2i
 
 

.
,l

ed is the standard Unix text editor.$

$

This is line number two.$

3s/two/three/
,l

ed is the standard Unix text editor.$

$

This is line number three.$

w text

65

q
```

최종 결과는 다음의 문자를 포함하는 단순 텍스트 파일이다:
```
ed is the standard Unix text editor.
 
 

This is line number three.
```

## 같이 보기
- vi: ex 기반의 시각 전체 화면 편집기